# Gemonio
Gemonio – miejscowość i gmina we Włoszech, w regionie Lombardia, w prowincji Varese.
Według danych na rok 2004 gminę zamieszkiwało 2551 osób, 850,3 os./km².